# Autoaufbereitung
Autoaufbereitung (eng. car detailing) bezeichnet ein Handwerk, das die optische und hygienische Wiederherstellung des Ursprungszustands von Kraftfahrzeugen zur Aufgabe hat. Ziele sind häufig eine generelle Fahrzeugaufbereitung für Privatpersonen oder die Aufbereitung zum Werterhalt historischer Fahrzeuge.

## Anwendungsgebiete
Zu den einzelnen Anwendungsgebieten gehören Reinigungs- und (Wieder-)Aufwertungsarbeiten sowohl innen wie auch außen:
- Nikotinreinigung
- Schimmelentfernung
- Beseitigung organischer Verschmutzungen
- Kunststoff-, Leder- und Textilreparaturen
- Blech-, Lack- und Kunststoffoberflächen Korrekturen/Veredelungen

Je nach Anlass und Anforderung an eine einzelne Autoaufbereitung ist gegebenenfalls eine Mischung der genannten Methoden erforderlich.

## Techniken
Die Methoden zur Aufbereitung unterscheiden sich je nach Schwere und Art der Beschädigung oder Verunreinigung. So können leichte Dellen beispielsweise mit Spezialwerkzeugen und besonderen Hebeltechniken entfernt werden. Kleinere Löcher im Interieur lassen sich häufig mit Füllmasse, Steinschläge in der Windschutzscheibe mit Kunstharz ausbessern.
Oberflächliche Lackschäden wie Kratzer werden maschinell poliert und häufig vollständig entfernt. Diese Technik kommt ebenfalls bei älteren Fahrzeugen mit stumpfen Lackoberflächen zum Einsatz. So kann der defekte Lack abgetragen und eine neue sowie glänzende Lackschicht freigelegt werden.

## Handwerk
In Deutschland ist die Fahrzeugaufbereitung ein zulassungsfreies Handwerk, das in speziellen Schulungen erlernt und dann selbständig als Dienstleistung im Franchising-Konzept angeboten werden kann.